# Tantoo Cardinal
Rose Marie „Tantoo” Cardinal (znana także jako Tantoo Martin, ur. 20 lipca 1950 w Anzac, Fort McMurray, w prowincji Alberta) – kanadyjska drugoplanowa aktorka telewizyjna i filmowa, o korzeniach francusko-indiańskich (z plemienia Kri).
Zagrała w blisko stu produkcjach, wśród których znalazły się tak znaczące dzieła, jak Tańczący z wilkami, czy Wichry namiętności. Przez szerszą publiczność kojarzona jest z roli Śnieżnej Sowy, żony Tańczącej Chmury, w telewizyjnym serialu Doktor Quinn.
Kultywuje kulturę rdzennych ludów Ameryki Północnej oraz środowiska naturalnego. Mieszka w kanadyjskim Vancouver.